# Цыганков, Вячеслав Андреевич
Вячесла́в Андре́евич Цыганко́в (укр. В'ячеслав Андрійович Циганков; 23 августа 1983) — украинский военный лётчик, подполковник, участник российско-украинской войны. Герой Украины (2022).

## Биография
Выполнял боевые задания в зоне проведения АТО и ООС на востоке Украины. Во время полномасштабного вторжения войск РФ в Украину 24 февраля 2022 года выполнил специальную задачу, за что и был отмечен.

## Награды
- Звание «Герой Украины» с удостоением ордена «Золотая Звезда» (11 апреля 2022) — за личное мужество и героизм, проявленные в защите государственного суверенитета и территориальной целостности Украины, верность военной присяге[1].